# 葡萄園 (香港)

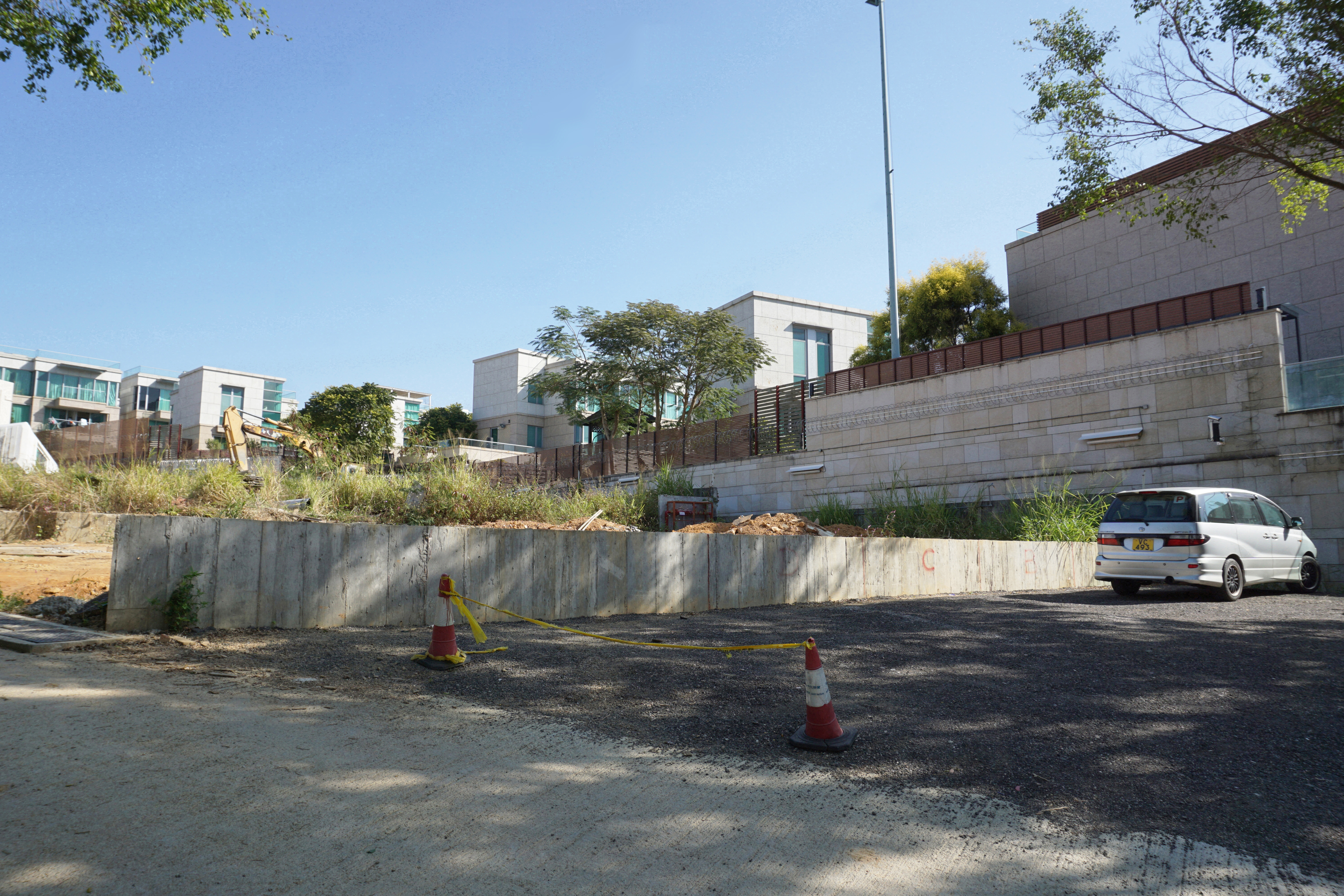
一期：葡萄園

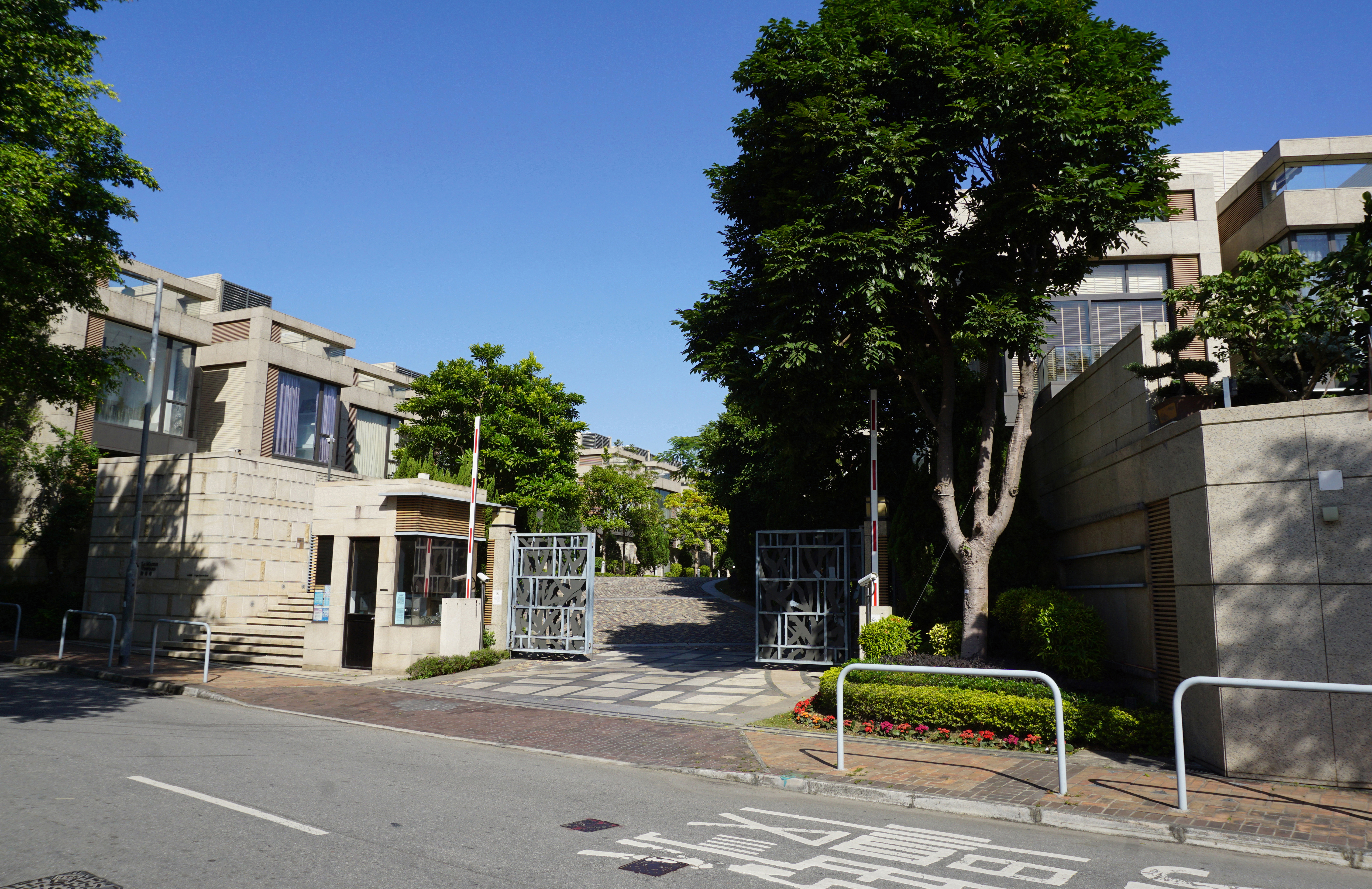
二期：御葡萄

葡萄園（英語：The Vineyard）是香港一個大型別墅項目，位於香港新界元朗牛潭尾，即是加州豪園對面，元朗區一處豪宅群，發展商為新鴻基地產，由旗下的超卓管理服務作物業管理。
葡萄園物業共分三期：第一期為葡萄園，建於2008年，有160座三層別墅；第二期為御葡萄（英文：La Maison Vineyard ），建於2009年，有26座兩層別墅；第三期為葡萄薈（英文：La Grende Vineyard  ），建於2010年，有28座兩層別墅。
葡萄園鄰近村巴站，住客會所設恆溫泳池，1千萬呎園林綠化、8萬呎會所，酒窖及10萬呎葡萄園農莊等。 

## 規格
- 建築面積約2,846平方呎至2,898平方呎- 34間（3房3廳，2套房另加工人套房）
- 約3,123呎-3,165呎- 31間（4睡房2客廳，2套房另加工人套房）
- 約3,458呎-3,506呎- 54間（3房3廳，2套房另加工人套房）
- 約4,033呎-4,173呎- 27間（5房3廳，3套房另加工人套房）
- 約5,212呎 - 14間（6房3廳，4套房另加工人套房）
- 樓底高度：約14呎[2]
- 私家花園面積：1000呎以上

## 外部參考
1. ↑  .   [2011-08-19]. （原始内容存档于2011-08-30）.
2. ↑  售樓說明書（全文） 的存檔，存档日期2011-06-26.